# Adriano Imperador
Adriano Leite Ribeiro (Rio de Janeiro, 17 de fevereiro de 1982), mais conhecido como Adriano Imperador, é um ex-futebolista brasileiro que atuava como centroavante. Atualmente é diretor de vendas da Adidas Brasil.
Grande ídolo do Flamengo, figurou na 10ª posição entre os maiores ídolos de futebol da história do clube, através de um ranking elaborado em 2020 por especialistas dos jornais O Globo e Extra. Conhecido por sua força física, qualidade técnica, além da potência na perna esquerda, Adriano foi um dos melhores atacantes do mundo em meados da década de 2000; o jogador teve cinco temporadas magníficas na Itália com as camisas do Parma e da Internazionale, ganhando o apelido de L'Imperatore (Imperador), antes de um declínio profissional devido à morte de seu pai. Durante seu auge conquistou quatro Scudettos pela Inter, depois retornou ao Brasil e ganhou dois Brasileirões: um pelo Flamengo, sendo destaque, e outro pelo Corinthians.
Após estrear na Seleção Brasileira aos 18 anos, foi considerado o sucessor a longo prazo de Ronaldo. Na ausência do Fenômeno, coube a ele levar o Brasil ao título da Copa América de 2004, recebendo o prêmio de melhor jogador e recebendo a Chuteira de Ouro como artilheiro da competição, com sete gols. Também conquistou a Copa das Confederações de 2005, sendo novamente melhor jogador e artilheiro, dessa vez com cinco gols. Na Copa do Mundo de 2006, a única que disputou, Adriano fez parte do bastante elogiado "quadrado mágico" ao lado de Ronaldo, Ronaldinho Gaúcho e Kaká. No entanto, o quarteto decepcionou na Alemanha e não obteve êxito na conquista do hexacampeonato.

## Carreira

### Início
Adriano nasceu e viveu durante sua infância na Vila Cruzeiro, uma das favelas mais perigosas do Rio de Janeiro. Chegou ao Flamengo em 1991, com nove anos, onde foi destaque no futsal e logo se transferiu para o campo. Primeiramente foi lateral-esquerdo até o último ano da base, sendo vice-campeão da Copa BH de Juniores, em 1999. Até que sob o comando de Carlos Alberto Torres, o Capita, notou sua habilidade e colocou para o ataque. Foi promovido ao time profissional em 2000 e fez sua estreia no dia 2 de fevereiro, contra o Botafogo no Torneio Rio-São Paulo. Quatro dias depois, marcou um gol contra o São Paulo pela mesma competição. Nesse mesmo ano, ainda com dezoito anos de idade, o atacante foi convocado pela primeira vez para a Seleção Brasileira.
O jogador, desde cedo, já impressionava a todos por causa de seu grande vigor físico. Porém, somente anos mais tarde, ele também passou a ser reconhecido por seus fortes chutes com a perna esquerda.

### Internazionale
Em 2001 foi vendido para a Internazionale, da Itália. Logo na sua estreia, no dia 15 de agosto, marcou um golaço contra o Real Madrid no Troféu Santiago Bernabéu.

#### Empréstimos
O tento, contudo, não foi suficiente para que o continuasse no time milanês; assim, foi emprestado à Fiorentina e, em seguida, foi jogar no Parma.

### O auge na Inter
Em 2004, Adriano voltou para a Internazionale. Logo na primeira temporada, marcou 15 gols em 16 partidas disputadas, média de quase um gol por jogo. Com essas atuações, garantiu a vaga de titular absoluto no time milanês e ficou conhecido pelo apelido de L'Imperatore ("O Imperador"), em alusão ao imperador romano Adriano. Conquistou títulos importantes pela Inter, incluindo as Copas da Itália de 2004–05 e 2005–06, e os Scudettos de 2005–06, 2006–07, 2007–08 e 2008–09.
Entretanto, em 2006, logo após o falecimento de seu pai, a carreira de Adriano começou a declinar. Ficou quase aquele ano inteiro sem marcar um gol pela Inter e, depois da Copa do Mundo FIFA de 2006, foi duramente criticado pela imprensa esportiva brasileira, irritada com a péssima campanha da Seleção naquela Copa. No ano seguinte, acabou sendo barrado pelo treinador Roberto Mancini e nem sequer foi inscrito na Liga dos Campeões de 2007–08.

### São Paulo

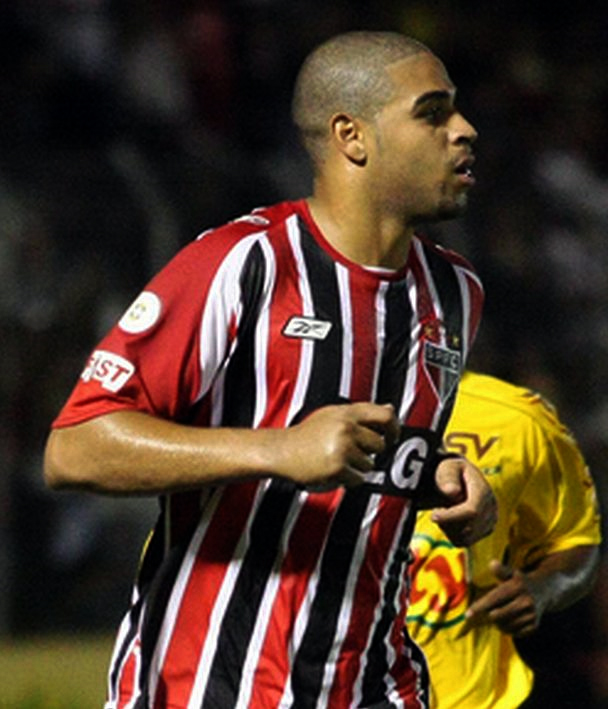
Adriano pelo São Paulo em 2008

O declínio seguiu na volta a Milão. Os problemas pessoais persistiam, a falta de cuidados com a condição física, também. Sendo assim, Adriano havia perdido a total confiança do treinador Roberto Mancini, que nem sequer o convocava para as partidas. Assumiu em entrevistas à imprensa italiana que, deprimido, recorreu ao álcool, o que o atrapalhou ainda mais. Tentou recomeçar em partidas pela Serie A e da Copa da Itália, mas acabou liberado para voltar ao Brasil para melhorar sua preparação física no Reffis do São Paulo.
Depois de seu departamento fazer o atacante perder três quilos e reordenar a gordura corporal, os paulistas conseguiram convencer o clube italiano a liberá-lo por empréstimo de seis meses. Dessa forma, o atacante jogou o primeiro semestre de 2008 pelo São Paulo. Não conseguiu dar ao clube seu quarto título da Copa Libertadores da América, mas fez um bom papel: em vinte e oito jogos marcou dezessete gols, seis pela competição sul-americana e onze pelo Campeonato Paulista. Após a eliminação do São Paulo na Copa Libertadores, o jogador deixou o clube e nem chegou a atuar no Campeonato Brasileiro pelo Tricolor.

### Retorno à Internazionale

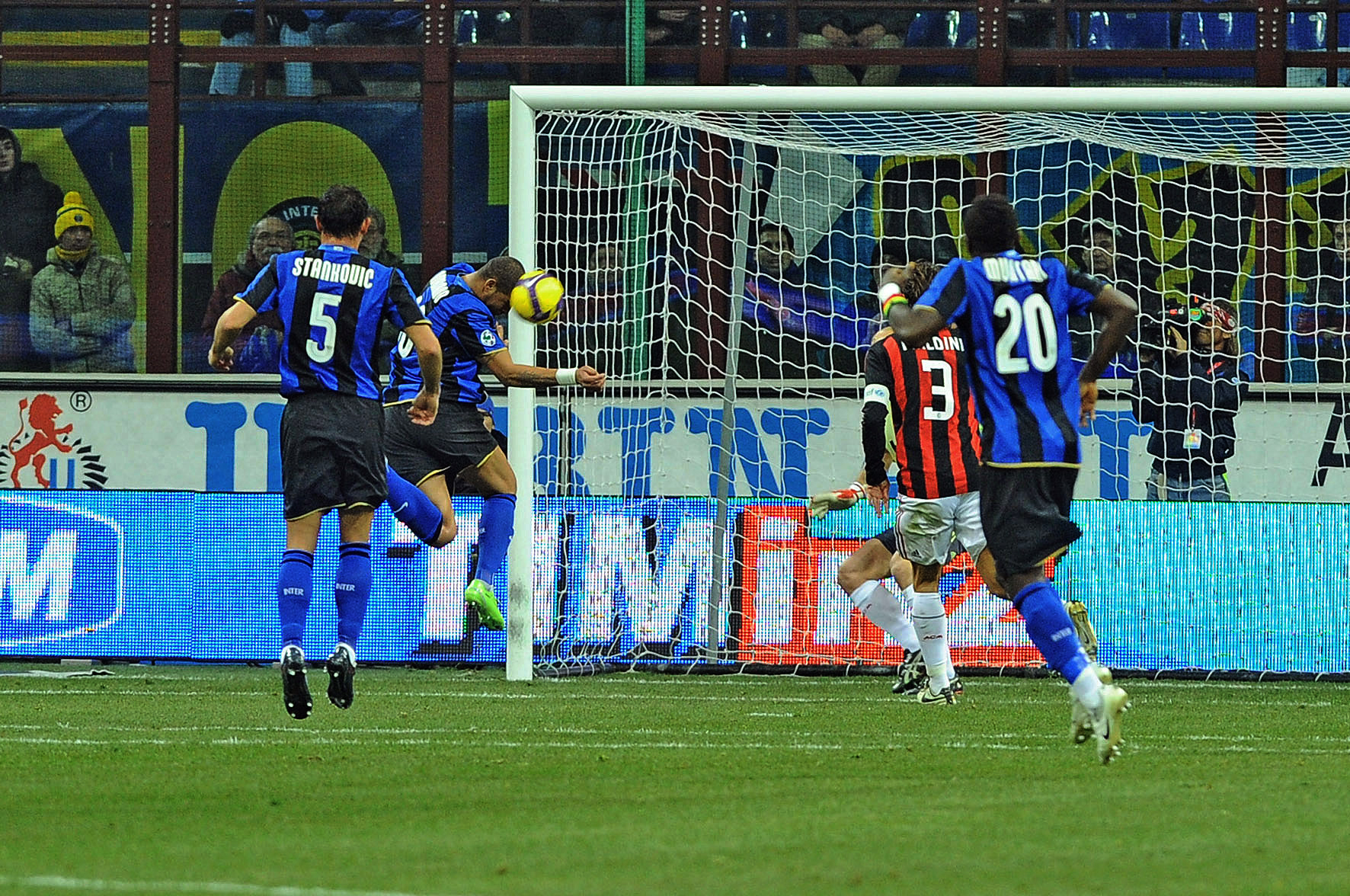
Adriano marcando um gol contra o Milan em fevereiro de 2009

Depois da passagem pelo São Paulo, Adriano ainda retornou à Itália, jogou por alguns meses e teve participação importante, principalmente, na Liga dos Campeões. Foi muito importante no início da Serie A de 2008–09, chegando a marca de 100 gols no Campeonato Italiano. No dia 22 de outubro de 2008, marcou o gol da vitória de 1–0 sobre o Anorthosis Famagusta e, com este tento, chegou ao seu 18º gol na Liga dos Campeões, o 70º no clube.
Em abril de 2009, Adriano simplesmente abandonou os treinamentos da Internazionale e retornou sem autorização ao Brasil. Foram dias de sumiço e especulações até de sua morte, como uma falsa notícia de que Adriano teria subido o Morro da Chatuba, no Complexo do Alemão, teria sido sequestrado e morto por traficantes. Um delegado, porém, desmentiu a notícia.
Adriano, na verdade, estava na casa de familiares, na Vila Cruzeiro, favela onde nasceu. Dias depois do sumiço, ele e seu empresário marcaram uma coletiva de imprensa. Em 9 de abril de 2009, durante a coletiva, Adriano declarou que pretendia parar de jogar por um tempo indeterminado, que poderia durar até três meses, pois perdeu a alegria de jogar futebol.
Passadas três semanas de indefinição em sua carreira e a continuidade ou não de seu contrato com a Internazionale, o clube informou no dia 24 de abril, em seu site oficial, a rescisão amigável do contrato do centroavante brasileiro, sem revelar valores ou condições deste acordo.

### Retorno ao Flamengo

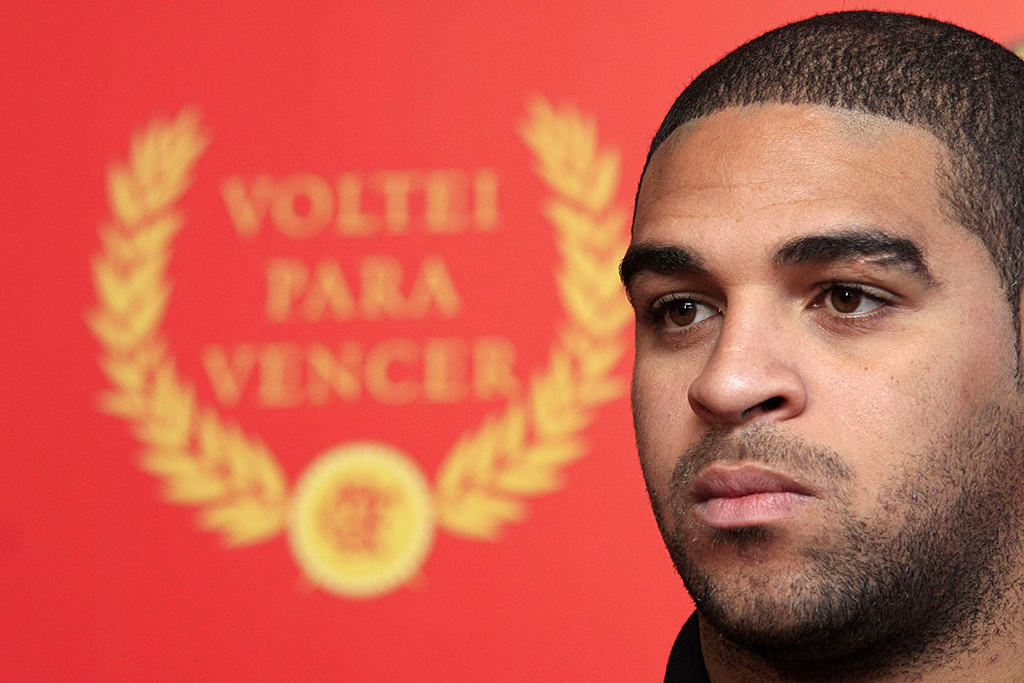
Adriano em seu retorno, em maio de 2009

Seu retorno ao Flamengo foi oficializado no dia 6 de maio. Reestreou no dia 31 de maio, contra o Atlético Paranaense, marcando o segundo gol da vitória por 2–1 pelo Campeonato Brasileiro. Logo após a partida, o jogador foi destaques nos principais jornais e sites esportivos.

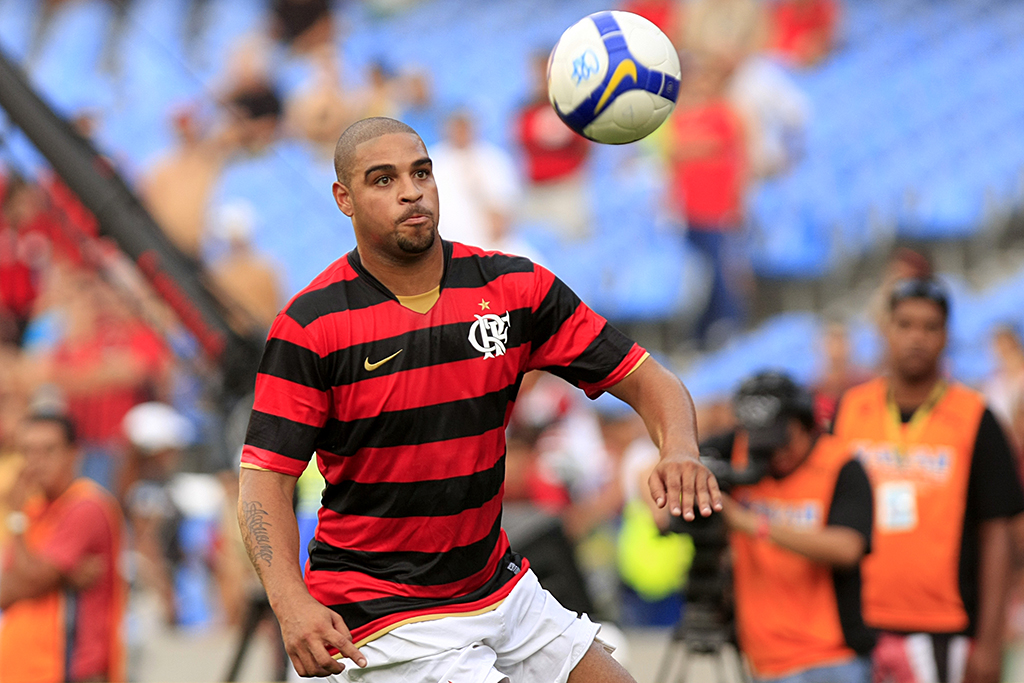
O Imperador pelo Flamengo em 2009

Teve grande atuação no dia 12 de setembro, contra o Sport, onde marcou dois gols na vitória por 3–0.
No Brasileirão daquele ano, Adriano foi, junto a Dejan Petković e o treinador Andrade, o grande destaque do Flamengo na competição. Ao fim do torneio, o Fla conquistou o título brasileiro e o Imperador foi o artilheiro do Brasileirão junto com Diego Tardelli, do Atlético Mineiro, ambos com dezenove gols.
Em 2010 atuou com Vágner Love, formando uma dupla que ficou conhecida como O Império do Amor.

#### Polêmicas
No início de março, o jogador se envolveu em uma nova polêmica em sua carreira. Na madrugada de sexta-feira, 5, após retornar de amistoso com a Seleção Brasileira, Adriano foi à uma festa na Barra da Tijuca (Zona Oeste do Rio de Janeiro). De lá, acompanhado por aproximadamente dez jogadores do Flamengo, seguiu para a Chatuba e participou de um baile funk realizado em uma quadra poliesportiva. Pouco tempo depois de chegarem ao local, os jogadores rubro-negros foram surpreendidos pelos gritos de Joana Machado, noiva do atacante. Alterada e ofendendo os atletas, a moça atirou pedras e atacou o carro do jogador e de outros três de seus colegas de clube. O veículo do atacante ficou bastante danificado; outros dois perderam, respectivamente, um retrovisor e um para-brisa. O quarto foi atingido em uma das portas.
Adriano se mostrou muito abalado após o ocorrido, e falou novamente em largar sua carreira no futebol, como já havia falado antes de chegar ao Flamengo. O jogador eventualmente admitiu sofrer de constantes problemas devido ao alcoolismo, e a ex-diretora do clube carioca, Patrícia Amorim, chegou a falar em rescisão de contrato caso o problema persistisse. Adriano não viajou com o elenco para Caracas, onde o Flamengo enfrentou o clube venezuelano de mesmo nome pela Copa Libertadores da América, e voltou a jogar no Clássico dos Milhões.

#### A saída
Após perder um pênalti na decisão da Taça Rio, em que o Flamengo acabou sendo derrotado pelo Botafogo por 2 a 1, começou a ser muito pressionado pela torcida. Logo depois, o Flamengo foi eliminado da Copa Libertadores da América pelo Universidad de Chile, onde também marcou o seu último gol com a camisa do rubro-negro carioca, o segundo na vitória por 2–1 sobre a equipe chilena, resultado que eliminou o Flamengo após perder a partida de ida no Maracanã pelo placar de 3–2. Após a eliminação, começaram a surgir fortes boatos de que o atacante iria se transferir para a Roma.
Neste meio tempo, se envolveu em mais polêmicas: teria tido um suposto envolvimento com um traficante de drogas. Adriano teria comprado duas motos, e uma delas teria sido registrada em nome da mãe de um traficante que controla o Morro da Chatuba, onde cresceu o jogador. Além disto, também foram divulgadas fotos de Adriano portando armas de fogo. O jogador teve de prestar depoimento ao Ministério Público, que chegou a pedir a quebra do sigilo telefônico e bancário do jogador.

### Roma
Em meio às polêmicas, em 27 de maio de 2010, o seu empresário, Gilmar Rinaldi, confirmou que Adriano jogaria pela Roma a partir da temporada 2010–11. Entretanto, o contrato ainda não tinha sido assinado, e o atacante viajaria à Itália para acertar os detalhes. Adriano foi apresentado oficialmente no Estádio Flamínio no dia 9 de junho, recebendo a camisa de número 8 e assinando por três temporadas com a equipe romana. Estreou oficialmente no dia 21 de agosto, contra a Internazionale, seu ex-clube, saindo do banco de reservas e entrando no segundo tempo. Vaiado pela torcida e acima do peso, o atacante nada pôde fazer e não impediu a derrota por 3–1, em jogo válido pela Supercopa da Itália.
No dia 8 de março de 2011, a Roma, por meio de seu site oficial, anunciou a rescisão do contrato de Adriano em mútuo acordo principalmente pelo seu comportamento inadequado extracampo e seu baixo aproveitamento e rendimento nos jogos. O centroavante deixou o clube sem marcar sequer um gol em partidas oficiais, já que o único gol marcado foi na sua estreia, num amistoso contra um combinado da região de Riscone Brunico que a Roma goleou por 13–0.

### Corinthians

#### 2011
Após negativas da diretoria do Flamengo e do treinador Vanderlei Luxemburgo, Adriano chegou no dia 29 de março ao Corinthians, onde passou algumas semanas apenas recuperando a forma física. No dia 19 de abril, ainda na preparação e iniciando os treinos para o retorno aos gramados, sofreu um rompimento no tendão de Aquiles, tendo que passar imediatamente por uma cirurgia, que o deixou de fora por cerca de seis meses.
Após meses de recuperação, finalmente estreou pelo Timão no dia 9 de outubro, durante a vitória por 3–0 sobre o Atlético Goianiense. Marcou seu primeiro gol pelo Corinthians no dia 20 de novembro, contra o Atlético Mineiro, selando a vitória de virada na 36ª rodada do Campeonato Brasileiro.

#### 2012
Foi barrado de várias partidas no início do ano pelo treinador Tite, voltando a atuar como titular no dia 19 de fevereiro, contra o São Caetano. Uma semana depois, voltou a ser titular e marcou o gol da vitória de 1–0 contra o Botafogo de Ribeirão Preto.
No dia 5 de março, após mais um ato de indisciplina, foi vetado para os próximos jogos do Campeonato Paulista e da Copa Libertadores. Dois dias depois, foi dispensado pelo clube.

### Terceira passagem pelo Flamengo
O Flamengo iniciou conversas com o jogador em abril, poucos dias depois da dispensa, mas como Adriano ainda tinha um problema no tendão esquerdo, foi necessário fazer uma nova cirurgia em que teria que ficar três meses fora dos gramados. Passado os três meses, o Flamengo novamente lhe procurou, e agora curado e sem limitações, Adriano fechou contrato com o clube do coração. A exemplo do que aconteceu na última vez que defendeu o rubro-negro, entre 2009 e 2010, Adriano vestiria a mítica camisa 10 que já foi de Zico e que estava sem dono desde a saída de Ronaldinho Gaúcho. Apresentado oficialmente no dia 22 de agosto, o jogador declarou que em um mês já estaria pronto para sua reestreia.
| “         | Minha lesão está curada, ainda não estou pronto para atuar, mas a planilha de trabalho já esta feita. Aqui é minha casa, todos me tratam muito bem. É trabalhar bastante, mas não há um período certo. Se fala em um mês e, quando o Flamengo achar que é o momento certo, eu vou estrear. | ” |
| — Adriano | |   |

Apesar de demonstrar querer ser o camisa 10 que o Flamengo tanto precisava, Adriano decepcionou os torcedores e cogitou encerrar a carreira, pois tinha medo de não conseguir apresentar o futebol da última década. O atacante envolveu-se em várias polêmicas, faltou treinos, apareceu nitidamente fora de forma e admitiu seus transtornos publicamente em casas noturnas do Rio de Janeiro. Na tarde do dia 6 de novembro, o diretor de futebol Zinho confirmou que o Flamengo rescindiria o contrato com o jogador, que, em mais uma vez em sua polêmica carreira, teria faltado aos últimos treinos do clube para ir a uma casa de shows, dando fim à sua terceira passagem no clube, sem sequer ter disputado um jogo oficial.

### Atlético Paranaense
Após ter passado dois meses treinando no Atlético Paranaense para aprimorar a parte física, a contratação do jogador foi oficializada no dia 11 de fevereiro de 2014, via Facebook. Adriano assinou um contrato de produtividade, na qual receberia um valor adicional em seu salário conforme o número de atuações e gols. Depois de 22 meses sem jogar, o atacante estreou pelo Furacão no dia 13 de fevereiro, entrando nos minutos finais da vitória por 1–0 diante do The Strongest, em partida válida pela Copa Libertadores da América. Pouco menos de dois meses depois, no dia 8 de abril, começou como titular contra o The Strongest, dessa vez fora de casa, marcando seu primeiro e único gol pelo Atlético, mas não conseguiu evitar a derrota por 2–1 e a eliminação na competição sul-americana.
Em 11 de abril, após faltar seu segundo treino, o jogador teve seu contrato rescindido pelo clube rubro-negro. Apesar da rescisão, Adriano confirmou que tinha propostas do exterior. Dessa maneira, após deixar o Furacão, o atacante descartou a aposentadoria e confirmou que assinaria com uma nova equipe.

### Le Havre
Em dezembro de 2014, foi anunciado que Adriano jogaria no Le Havre, da França. No entanto, o acerto dependia de um pagamento de 20 milhões de euros por parte do empresário Christophe Maillo, que estava comprando o clube. No dia 1 de fevereiro de 2015, o Le Havre anunciou que o pagamento do empresário não foi confirmado e, assim, desistiram da negociação com Adriano.

### Miami United
Após quase dois anos de inatividade, Adriano retornou ao futebol no dia 29 de janeiro de 2016, assinando com o Miami United, clube da quarta divisão dos Estados Unidos. No entanto, disputou apenas um jogo oficial, marcou um único gol (de pênalti) e deixou a equipe no dia 27 de maio. O clube, porém, exigiu a sua presença nos amistosos que realizaria, o que acabou não acontecendo.

### Aposentadoria
Adriano deu seu adeus definitivo ao futebol em uma despedida histórica no último domingo, dia 15 de dezembro de 2024. Aos 42 anos, o ídolo brilhou mais uma vez no Maracanã, cenário de tantas glórias em sua carreira. O amistoso, que foi chamado de "A Última Batalha do Imperador", entre Flamengo Legends e o combinado Amigos da Itália, reuniu craques nacionais e internacionais em homenagem ao atacante, que não deixou de mostrar seu talento e marcou dois gols, um por cada time. O evento contou com a presença de nomes consagrados, como Zico, Romário, Ronaldo Fenômeno, Dejan Petković, Júlio César, Juan, Ronaldo Angelim, Vágner Love, Djalminha, Aloísio Chulapa e Diego Ribas. Além das estrelas brasileiras, grandes nomes internacionais também prestigiaram o Imperador, como o italiano Marco Materazzi, o colombiano Iván Córdoba, o paraguaio Carlos Gamarra e o argentino Nicolás Burdisso.
A partida foi uma celebração da trajetória de Adriano, marcada por momentos inesquecíveis no futebol brasileiro e europeu. A torcida, emocionada, fez coro ao ídolo, relembrando os tempos de glória do atacante, especialmente no título brasileiro de 2009 pelo Flamengo.

## Seleção Nacional

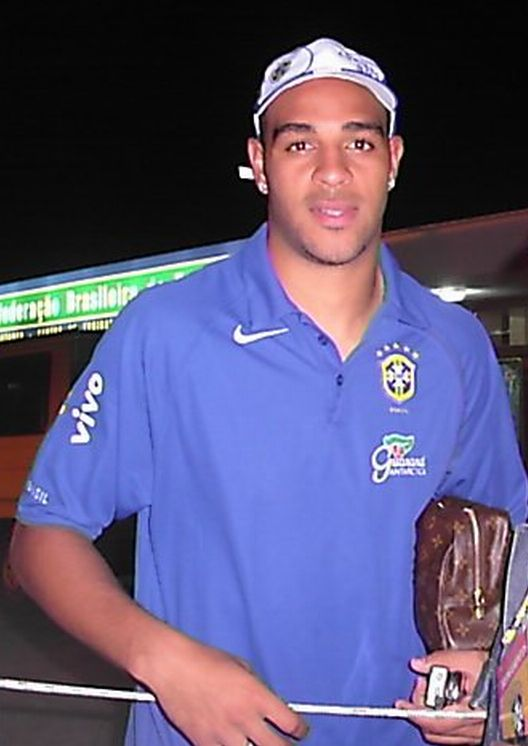
Adriano com a Seleção Brasileira em 2007

Realizou sua estreia pela Seleção Brasileira no dia 15 de novembro de 2000, aos 18 anos, na vitória por 1–0 contra a Colômbia, em jogo válido pelas Eliminatórias da Copa do Mundo de 2002. Marcou seu primeiro gol pela Canarinha no dia 11 de junho de 2003, em um amistoso contra a Nigéria que o Brasil venceu por 3–0. Foi incluído no time para a Copa das Confederações de 2003 e liderou o ataque ao lado de Ronaldinho na ausência de Ronaldo. Apareceu em todos os três jogos e marcou dois gols quando o Brasil foi eliminado ainda na fase de grupos. No entanto, perdeu o Torneio Pré-Olímpico de 2004 por conta de lesões.
Ainda teve a oportunidade de participar das conquistas da Copa América de 2004 e da Copa das Confederações de 2005. Foi destaque nesses dois torneios, sagrando-se artilheiro e melhor jogador em ambas competições e garantindo sua vaga para a Copa do Mundo FIFA de 2006. Na competição disputada na Alemanha, porém, Adriano não conseguiu repetir o desempenho dos torneios anteriores. Marcou dois gols em toda a Copa e viu o Brasil ser eliminado pela França nas quartas-de-final.
No ano de 2009, Adriano voltou a ser convocado para a Seleção após ter um bom futebol apresentado no Flamengo, onde havia estado na artilharia do Campeonato Brasileiro durante o período da convocação. Disputou alguns amistosos e também jogos válidos pelas Eliminatórias da Copa do Mundo de 2010, mas não ficou entre os titulares, não marcando nenhum gol em sua nova passagem. Devido ao bom futebol apresentado no Flamengo naquele ano, havia uma grande expectativa pelo seu retorno à Seleção para atuar na Copa do Mundo FIFA de 2010, realizada na África do Sul, mas por causa de seus problemas extracampo, como excesso de peso e por faltar a alguns treinos no Flamengo, acabou não sendo convocado por Dunga, então treinador da Seleção.

## Vida pessoal
Em 17 de agosto de 2009, recebeu da Câmara Municipal do Rio de Janeiro a Medalha de Mérito Pedro Ernesto (a homenagem é feita a quem se destaca na sociedade brasileira ou internacional desde 1980). No mesmo ano, foi considerado pela revista Época um dos 100 brasileiros mais influentes do ano de 2009.

## Estatísticas
Atualizadas até 6 de junho de 2016

### Clubes
| Clube               | Temporada         | Campeonato nacional | Campeonato nacional | Campeonato nacional | Copa nacional[a] | Copa nacional[a] | Copa nacional[a] | Competições continentais[b] | Competições continentais[b] | Competições continentais[b] | Outros torneios[c] | Outros torneios[c] | Outros torneios[c] | Total | Total | Total   |
| Clube               | Temporada         | Jogos               | Gols                | Assist.             | Jogos            | Gols             | Assist.          | Jogos                       | Gols                        | Assist.                     | Jogos              | Gols               | Assist.            | Jogos | Gols  | Assist. |
| ------------------- | ----------------- | ------------------- | ------------------- | ------------------- | ---------------- | ---------------- | ---------------- | --------------------------- | --------------------------- | --------------------------- | ------------------ | ------------------ | ------------------ | ----- | ----- | ------- |
| Flamengo            | 2000              | 19                  | 7                   | 0                   | —                | —                | —                | 8                           | 1                           | 0                           | 5                  | 2                  | 1                  | 32    | 9     | 1       |
| Flamengo            | 2001              | —                   | —                   | —                   | 4                | 1                | 0                | 2                           | 0                           | 0                           | 8                  | 1                  | 0                  | 14    | 2     | 0       |
| Flamengo            | Total             | 19                  | 7                   | 0                   | 4                | 1                | 0                | 10                          | 1                           | 0                           | 13                 | 3                  | 1                  | 46    | 11    | 1       |
| Internazionale      | 2001–02           | 8                   | 1                   | 0                   | 1                | 0                | 0                | 5                           | 0                           | 0                           | —                  | —                  | —                  | 14    | 1     | 0       |
| Internazionale      | Total             | 8                   | 1                   | 0                   | 1                | 0                | 0                | 5                           | 0                           | 0                           | 0                  | 0                  | 0                  | 14    | 1     | 0       |
| Fiorentina          | 2001–02           | 15                  | 6                   | 0                   | —                | —                | —                | —                           | —                           | —                           | —                  | —                  | —                  | 15    | 6     | 0       |
| Fiorentina          | Total             | 15                  | 6                   | 0                   | 0                | 0                | 0                | 0                           | 0                           | 0                           | 0                  | 0                  | 0                  | 15    | 6     | 0       |
| Parma               | 2002–03           | 28                  | 15                  | 0                   | 1                | 0                | 0                | 2                           | 2                           | 0                           | 1                  | 0                  | 0                  | 31    | 18    | 0       |
| Parma               | 2003–04           | 9                   | 8                   | 0                   | 2                | 0                | 0                | 2                           | 1                           | 0                           | —                  | —                  | —                  | 13    | 9     | 0       |
| Parma               | Total             | 37                  | 23                  | 0                   | 3                | 0                | 0                | 4                           | 3                           | 0                           | 1                  | 0                  | 0                  | 44    | 27    | 0       |
| Internazionale      | 2003–04           | 16                  | 9                   | 0                   | 2                | 3                | 0                | —                           | —                           | —                           | —                  | —                  | —                  | 18    | 12    | 0       |
| Internazionale      | 2004–05           | 30                  | 16                  | 0                   | 3                | 2                | 0                | 9                           | 10                          | 4                           | —                  | —                  | —                  | 44    | 32    | 4       |
| Internazionale      | 2005–06           | 30                  | 13                  | 0                   | 5                | 0                | 0                | 11                          | 6                           | 0                           | 1                  | 0                  | 0                  | 47    | 20    | 0       |
| Internazionale      | 2006–07           | 23                  | 5                   | 11                  | 4                | 1                | 0                | 3                           | 0                           | 0                           | —                  | —                  | —                  | 30    | 6     | 11      |
| Internazionale      | 2007–08           | 4                   | 1                   | 0                   | —                | —                | —                | —                           | —                           | —                           | —                  | —                  | —                  | 4     | 1     | 0       |
| Internazionale      | Total             | 103                 | 44                  | 11                  | 14               | 6                | 0                | 23                          | 16                          | 4                           | 1                  | 0                  | 0                  | 142   | 71    | 15      |
| São Paulo           | 2008              | —                   | —                   | —                   | —                | —                | —                | 10                          | 6                           | 0                           | 18                 | 11                 | 0                  | 28    | 17    | 0       |
| São Paulo           | Total             | 0                   | 0                   | 0                   | 0                | 0                | 0                | 10                          | 6                           | 0                           | 18                 | 11                 | 0                  | 28    | 17    | 0       |
| Internazionale      | 2008–09           | 12                  | 3                   | 3                   | 3                | 2                | 0                | 7                           | 2                           | 0                           | —                  | —                  | —                  | 15    | 7     | 3       |
| Internazionale      | Total             | 12                  | 3                   | 3                   | 3                | 2                | 0                | 7                           | 2                           | 0                           | 0                  | 0                  | 0                  | 15    | 7     | 3       |
| Flamengo            | 2009              | 30                  | 19                  | 4                   | —                | —                | —                | —                           | —                           | —                           | —                  | —                  | —                  | 30    | 19    | 4       |
| Flamengo            | 2010              | 1                   | 0                   | 0                   | —                | —                | —                | 7                           | 4                           | 2                           | 10                 | 11                 | 4                  | 16    | 15    | 6       |
| Flamengo            | Total             | 31                  | 19                  | 4                   | 0                | 0                | 0                | 7                           | 4                           | 2                           | 10                 | 11                 | 4                  | 46    | 34    | 10      |
| Roma                | 2010–11           | 5                   | 0                   | 0                   | 1                | 0                | 0                | 1                           | 0                           | 0                           | 1                  | 0                  | 0                  | 8     | 0     | 0       |
| Roma                | Total             | 5                   | 0                   | 0                   | 1                | 0                | 0                | 1                           | 0                           | 0                           | 1                  | 0                  | 0                  | 8     | 0     | 0       |
| Corinthians         | 2011              | 4                   | 1                   | 0                   | —                | —                | —                | —                           | —                           | —                           | —                  | —                  | —                  | 4     | 1     | 0       |
| Corinthians         | 2012              | —                   | —                   | —                   | —                | —                | —                | 0                           | 0                           | 0                           | 4                  | 1                  | 0                  | 4     | 1     | 0       |
| Corinthians         | Total             | 4                   | 1                   | 0                   | 0                | 0                | 0                | 0                           | 0                           | 0                           | 4                  | 1                  | 0                  | 8     | 2     | 0       |
| Atlético Paranaense | 2014              | —                   | —                   | —                   | —                | —                | —                | 3                           | 1                           | 0                           | 1                  | 0                  | 0                  | 4     | 1     | 0       |
| Atlético Paranaense | Total             | 0                   | 0                   | 0                   | 0                | 0                | 0                | 3                           | 1                           | 0                           | 1                  | 0                  | 0                  | 4     | 1     | 0       |
| Miami United        | 2016              | 1                   | 0                   | 0                   | —                | —                | —                | —                           | —                           | —                           | 1                  | 1                  | 0                  | 1     | 1     | 0       |
| Miami United        | Total             | 1                   | 0                   | 0                   | 0                | 0                | 0                | 0                           | 0                           | 0                           | 1                  | 1                  | 0                  | 1     | 1     | 0       |
| Flamengo            | 2024              | 0                   | 0                   | 0                   | 0                | 0                | 0                | 0                           | 0                           | 0                           | 1                  | 2                  | 0                  | 1     | 2     | 0       |
| Flamengo            | Total             | 0                   | 0                   | 0                   | 0                | 0                | 0                | 0                           | 0                           | 0                           | 1                  | 2                  | 0                  | 1     | 2     | 0       |
| Total na Carreira   | Total na Carreira | 235                 | 104                 | 18                  | 26               | 9                | 0                | 70                          | 33                          | 6                           | 51                 | 29                 | 5                  | 372   | 180   | 29      |

- a. ^ Jogos da Copa do Brasil e Copa da Itália
- b. ^ Jogos da Copa Mercosul, Copa Libertadores da América e Liga dos Campeões da UEFA
- c. ^ Jogos do Torneio Rio-São Paulo, Troféu Villa de Madrid, Campeonato Carioca, Supercopa da Itália, Campeonato Paulista, Campeonato Paranaense e amistosos

|                     | Data                    | Local                                          | Resultado | Adversário       | Gols | Assist. | Competição                             |
| ------------------- | ----------------------- | ---------------------------------------------- | --------- | ---------------- | ---- | ------- | -------------------------------------- |
| Flamengo            |                         |                                                |           |                  |      |         |                                        |
| 1.                  | 2 de fevereiro de 2000  | Maracanã, Rio de Janeiro, Brasil               | 2–2       | Botafogo         | 0    | 0       | Torneio Rio-São Paulo de 2000          |
| 2.                  | 6 de fevereiro de 2000  | Morumbi, São Paulo, Brasil                     | 5–2       | São Paulo        | 1    | 1       | Torneio Rio-São Paulo de 2000          |
| 3.                  | 12 de fevereiro de 2000 | Maracanã, Rio de Janeiro, Brasil               | 4–1       | Santos           | 0    | 0       | Torneio Rio-São Paulo de 2000          |
| Corinthians         |                         |                                                |           |                  |      |         |                                        |
|                     | 20 de novembro de 2011  | Pacaembu, São Paulo, Brasil                    | 2–1       | Atlético Mineiro | 1    | 0       | Campeonato Brasileiro de 2011          |
|                     | 25 de fevereiro de 2012 | Pacaembu, São Paulo, Brasil                    | 1–0       | Botafogo-SP      | 1    | 0       | Campeonato Paulista de 2012            |
| Atlético Paranaense |                         |                                                |           |                  |      |         |                                        |
| 376.                | 13 de fevereiro de 2014 | Vila Capanema, Curitiba, Brasil                | 1–0       | The Strongest    | 0    | 0       | Copa Libertadores da América de 2014   |
| 377.                | 25 de fevereiro de 2014 | El Fortín de Liniers, Buenos Aires, Argentina  | 0–2       | Vélez Sársfield  | 0    | 0       | Copa Libertadores da América de 2014   |
| 378.                | 3 de abril de 2014      | Estádio do Café, Londrina, Brasil              | 1–4       | Londrina         | 0    | 0       | Campeonato Paranaense de 2014          |
| 379.                | 8 de abril de 2014      | Estádio Hernando Siles, La Paz, Bolívia        | 1–2       | The Strongest    | 1    | 0       | Copa Libertadores da América de 2014   |
| Miami United        |                         |                                                |           |                  |      |         |                                        |
| 380.                | 1 de maio de 2016       | Ted Hendricks Stadium, Flórida, Estados Unidos | 0–5       | Miami Fusion     | 0    | 0       | National Premier Soccer League de 2016 |
| 381.                | 14 de maio de 2016      | Sam Boyd Stadium, Las Vegas, Estados Unidos    | 3–1       | Las Vegas City   | 1    | 0       | Amistoso                               |

### Seleção Brasileira
Abaixo estão listados todos jogos e gols do futebolista pela Seleção Brasileira, desde as categorias de base. Abaixo da tabela, clique em expandir para ver a lista detalhada dos jogos de acordo com a categoria selecionada.
Sub-17
| Ano   |       |      |         |       |
| Ano   | Jogos | Gols | Assist. | Média |
| ----- | ----- | ---- | ------- | ----- |
| 1999  | 5     | 0    | 0       | 0     |
| Total | 5     | 0    | 0       | 0     |

Sub-20
| Ano   |       |      |         |       |
| Ano   | Jogos | Gols | Assist. | Média |
| ----- | ----- | ---- | ------- | ----- |
| 2001  | 9     | 6    | 0       | 0,66  |
| 2002  | 0     | 0    | 0       | 0     |
| Total | 9     | 6    | 0       | 0,66  |

Seleção principal
| Ano   |       |      |         |       |
| Ano   | Jogos | Gols | Assist. | Média |
| ----- | ----- | ---- | ------- | ----- |
| 2000  | 1     | 0    | 0       | 0     |
| 2003  | 6     | 4    | 0       | 0,5   |
| 2004  | 11    | 9    | 0       | 0,81  |
| 2005  | 12    | 10   | 0       | 0,83  |
| 2006  | 6     | 4    | 1       | 0,5   |
| 2007  | 1     | 0    | 0       | 0     |
| 2008  | 6     | 2    | 0       | 0,33  |
| 2009  | 4     | 0    | 0       | 0     |
| 2010  | 3     | 0    | 0       | 0     |
| Total | 50    | 29   | 1       | 0,56  |

|     | Data                   | Local                             | Adversário             | Placar | Resultado | Competição                          |
| --- | ---------------------- | --------------------------------- | ---------------------- | ------ | --------- | ----------------------------------- |
| 1.  | 11 de junho de 2003    | Abuja, Nigéria                    | Nigéria                | 3–0    | Vitória   | Amistoso                            |
| 2.  | 21 de junho de 2003    | Lyon, França                      | Estados Unidos         | 1–0    | Vitória   | Copa das Confederações FIFA de 2003 |
| 3.  | 23 de junho de 2003    | Saint-Étienne, França             | Turquia                | 2–2    | Empate    | Copa das Confederações FIFA de 2003 |
| 4.  | 11 de julho de 2004    | Arequipa, Peru                    | Costa Rica             | 4–1    | Vitória   | Copa América de 2004                |
| 5.  | 11 de julho de 2004    | Arequipa, Peru                    | Costa Rica             | 4–1    | Vitória   | Copa América de 2004                |
| 6.  | 11 de julho de 2004    | Arequipa, Peru                    | Costa Rica             | 4–1    | Vitória   | Copa América de 2004                |
| 7.  | 18 de julho de 2004    | Piura, Peru                       | México                 | 4–0    | Vitória   | Copa América de 2004                |
| 8.  | 18 de julho de 2004    | Piura, Peru                       | México                 | 4–0    | Vitória   | Copa América de 2004                |
| 9.  | 21 de julho de 2004    | Lima, Peru                        | Uruguai                | 1–1    | Empate    | Copa América de 2004                |
| 10. | 25 de julho de 2004    | Lima, Peru                        | Argentina              | 2–2    | Empate    | Copa América de 2004                |
| 11. | 5 de setembro de 2004  | São Paulo, Brasil                 | Bolívia                | 3–1    | Vitória   | Elim. Copa do Mundo FIFA de 2006    |
| 12. | 9 de outubro de 2004   | Maracaibo, Venezuela              | Venezuela              | 5–2    | Vitória   | Elim. Copa do Mundo FIFA de 2006    |
| 13. | 16 de junho de 2005    | Leipzig, Alemanha                 | Grécia                 | 3–0    | Vitória   | Copa das Confederações FIFA de 2005 |
| 14. | 25 de junho de 2005    | Nuremberg, Alemanha               | Alemanha               | 3–2    | Vitória   | Copa das Confederações FIFA de 2005 |
| 15. | 25 de junho de 2005    | Nuremberg, Alemanha               | Alemanha               | 3–2    | Vitória   | Copa das Confederações FIFA de 2005 |
| 16. | 29 de junho de 2005    | Frankfurt, Alemanha               | Argentina              | 4–1    | Vitória   | Copa das Confederações FIFA de 2005 |
| 17. | 29 de junho de 2005    | Frankfurt, Alemanha               | Argentina              | 4–1    | Vitória   | Copa das Confederações FIFA de 2005 |
| 18. | 4 de setembro de 2005  | Brasília, Brasil                  | Chile                  | 5–0    | Vitória   | Elim. Copa do Mundo FIFA de 2006    |
| 19. | 4 de setembro de 2005  | Brasília, Brasil                  | Chile                  | 5–0    | Vitória   | Elim. Copa do Mundo FIFA de 2006    |
| 20. | 4 de setembro de 2005  | Brasília, Brasil                  | Chile                  | 5–0    | Vitória   | Elim. Copa do Mundo FIFA de 2006    |
| 21. | 12 de outubro de 2005  | Belém, Brasil                     | Venezuela              | 3–0    | Vitória   | Elim. Copa do Mundo FIFA de 2006    |
| 22. | 12 de novembro de 2005 | Abu Dhabi, Emirados Árabes Unidos | Emirados Árabes Unidos | 8–0    | Vitória   | Amistoso                            |
| –   | 30 de maio de 2006     | Basileia, Suíça                   | Luzern                 | 8–0    | Vitória   | Amistoso                            |
| –   | 30 de maio de 2006     | Basileia, Suíça                   | Luzern                 | 8–0    | Vitória   | Amistoso                            |
| 23. | 4 de junho de 2006     | Genebra, Suíça                    | Nova Zelândia          | 4–0    | Vitória   | Amistoso                            |
| 24. | 18 de junho de 2006    | Munique, Alemanha                 | Austrália              | 2–0    | Vitória   | Copa do Mundo FIFA de 2006          |
| 25. | 27 de junho de 2006    | Dortmund, Alemanha                | Gana                   | 3–0    | Vitória   | Copa do Mundo FIFA de 2006          |
| 26. | 10 de outubro de 2008  | San Cristóbal, Venezuela          | Venezuela              | 4–0    | Vitória   | Elim. Copa do Mundo FIFA de 2010    |
| 27. | 19 de novembro de 2008 | Brasília, Brasil                  | Portugal               | 6–2    | Vitória   | Amistoso                            |

|  |                      |
|  | Amistoso não-oficial |

## Títulos
Flamengo
- Taça Rio: 2000
- Taça Guanabara: 2001
- Campeonato Carioca: 2000 e 2001
- Copa dos Campeões: 2001
- Campeonato Brasileiro: 2009

Internazionale
- Copa da Itália: 2004–05 e 2005–06
- Supercopa da Itália: 2005 e 2006
- Serie A: 2005–06, 2006–07, 2007–08 e 2008–09

Corinthians
- Campeonato Brasileiro: 2011

Seleção Brasileira
- Campeonato Mundial Sub-17: 1999
- Campeonato Sul-Americano Sub-20: 2001
- Copa América: 2004
- Copa das Confederações FIFA: 2005

### Prêmios individuais
- Chuteira de Prata da Copa do Mundo FIFA Sub-20: 2001
- Melhor jogador da Copa América: 2004
- Seleção ideal da Copa América: 2004
- Ballon d'Or: 2004 (6º lugar) e 2005 (7º lugar)
- Melhor Jogador do Mundo da FIFA: 2004 (6º lugar) e 2005 (5º lugar)
- Bola de Ouro da Copa das Confederações FIFA: 2005
- Chuteira de Ouro da Copa das Confederações FIFA: 2005
- Maior Artilheiro Internacional do Mundo pela IFFHS: 2005 (18 gols)
- Seleção Ideal do Campeonato Paulista: 2008
- Prêmio Craque do Brasileirão - Seleção do Campeonato: 2009
- Prêmio Craque do Brasileirão - Artilheiro: 2009
- Bola de Prata da revista Placar: 2009
- Bola de Ouro da revista Placar: 2009
- Troféu Rei do Gol do Brasileirão: 2009

Artilharias
- Sul-Americano Sub-20: 2001 (6 gols)
- Copa América: 2004 (7 gols)
- Copa das Confederações FIFA: 2005 (5 gols)
- Campeonato Brasileiro: 2009 (19 gols)

Vice-artilharias
- Copa do Mundo FIFA Sub-20: 2001 (6 gols)
- Liga dos Campeões da UEFA: 2004–05 (7 gols)